# Zatracení
Zatracení (v anglickém originále Damnation) je americký dramatický televizní seriál od Tonyho Tosta. Byl objednán 12. května 2017. Koproducenty seriálu jsou společnosti Universal Cable Productions a Netflix; ve Spojených státech byl vysílán na stanici USA Network a celosvětově byl zveřejněn na Netflixu. Premiéru měl 7. listopadu 2017. Dne 25. ledna 2018 bylo oznámeno, že seriál byl po první řadě zrušen.

## Synopse
Seriál se odehrává ve třicátých letech 20. století a sleduje příběh místního kazatele, který shromažďuje občany, aby se společně postavili proti průmyslu a vládě.

## Obsazení

### Hlavní role
- Killian Scott jako Seth "Preacher Seth" Davenport[4]
- Logan Marshall-Green jako Creeley Turner[5]
- Sarah Jones jako Amelia Davenport[5]
- Chasten Harmon jako Bessie Louvin[5]
- Christopher Heyerdahl jako Don Berryman[5]
- Melinda Page Hamilton jako Connie Nunn[5]
- Joe Adler jako DL Sullivan

### Vedlejší role
- Paul Rae jako Melvin Stubbs
- Phillipa Domville jako Martha Riley
- David Haysom jako zástupce Raymond Berryman
- Dan Donohue jako Calvin Rumple
- Tom Butler jako Burt Babbage
- Juan Javier Cardenas jako Lew Nez
- Arnold Pinnock jako Victor
- Teach Grant jako Preston Riley
- Gabriel Mann jako doktor Martin Eggers Hyde
- Zach McGowan jako Tennyson Dubois[6]
- Timothy V. Murphy jako Gram Turner
- Bradley Stryker jako Tanner Phillips
- Rohan Mead as Sam Riley Jr.
- Alexis McKenna jako Brittany Butler
- Hannah Masi jako Cynthia Rainey
- Nola Augustson jako Della

### Hostující role
- Luke Harper jako Carnival Wrestler (5. díl)

## Seznam dílů
| Č. v seriálu | Původní název                           | Český název | Režie        | Scénář                          | Premiéra v USA     |
| ------------ | --------------------------------------- | ----------- | ------------ | ------------------------------- | ------------------ |
| 1            | Sam Riley's Body                        | 1. díl      | Adam Kane    | Tony Tost                       | 7. listopadu 2017  |
| 2            | Which Side Are You On?                  | 2. díl      | Adam Kane    | Tony Tost                       | 14. listopadu 2017 |
| 3            | One Penny                               | 3. díl      | Rod Lurie    | Tony Tost                       | 21. listopadu 2017 |
| 4            | The Emperor of Ice Cream                | 4. díl      | Rod Lurie    | Michael D. Fuller               | 28. listopadu 2017 |
| 5            | Den of Lost Souls                       | 5. díl      | Eva Sorhaug  | Julia Cohen                     | 14. prosince 2017  |
| 6            | In Wyoming Fashion                      | 6. díl      | Eva Sorhaug  | Kevin Lau                       | 21. prosince 2017  |
| 7            | A Different Species                     | 7. díl      | Alex Graves  | Nazrin Choudhury                | 28. prosince 2017  |
| 8            | The Goodness of Men                     | 8. díl      | Katie Jacobs | Reyna McClendon                 | 4. ledna 2018      |
| 9            | Dark Was the Night, Cold Was the Ground | 9. díl      | Kate Dennis  | Julia Cohen a Michael D. Fuller | 11. ledna 2018     |
| 10           | God's Body                              | 10. díl     | Adam Kane    | Tony Tost                       | 11. ledna 2018     |